# Sant Martí de Riucorb
Sant Martí de Riucorb – gmina w Hiszpanii, w prowincji Lleida, w Katalonii, o powierzchni 34,86 km². W 2011 roku gmina liczyła 695 mieszkańców.